# Karel Kotouč
Karel Kotouč (13. října 1881 Smíchov – 18. září 1922 Praha) byl český fotbalista, záložník.
Zemřel v pražské posádkové divizní posádkové nemocnici.

## Fotbalová kariéra
Původně hrál za pražský Union. V letech 1907–1911 hrál v předligové éře za SK Slavia Praha. Vítěz Poháru dobročinnosti 1910. V letech 1907–1908 nastoupil ve 3 reprezentačních utkáních.